# Шубини (Мурашинський район)
Шу́бини (рос. Шубины) — присілок у складі Мурашинського району Кіровської області, Росія. Входить до складу Мурашинського сільського поселення.
Населення становить 1 особа (2010, 5 у 2002).
Національний склад станом на 2002 рік — росіяни 80 %.